# Gehirnwäsche (Album)
Gehirnwäsche ist das Debütalbum des deutschen Rappers JokA. Es wurde am 27. Juni 2008 über das Independent-Label I Luv Money Records veröffentlicht.

## Produktion
Das Album wurde von acht verschiedenen Produzenten produziert. Dabei hat Produes mit sieben Instrumentals den größten Anteil. Drei Beats stammen jeweils von RAF Camora und Serk, während DJ Ilan und Brisk Fingaz je zwei Produktionen beisteuerten. Außerdem produzierten Benny Blanco, Cymen und Beatz 4 Kingz jeweils ein Instrumental.

## Covergestaltung
Das Albumcover ist in dunklen Farbtönen gehalten. Es zeigt JokA mit Sonnenbrille sowie schwarzem Hoodie bekleidet und auf den Betrachter herabblickend. Dabei streckt er beide Fäuste in die Kamera. Am oberen Bildrand stehen die orange-gelben Schriftzüge I Luv Money Records präsentiert, Gehirnwäsche und Mit dabei: King Orgasmus One • Godsilla • Bass Sultan Hengzt • Essez Benzklasse • Eko. Die Logos JokA und ILM Records befinden sich in der linken beziehungsweise rechten unteren Bildecke in weiß.

## Gastbeiträge
| Professionelle Bewertungen | Professionelle Bewertungen |
| -------------------------- | -------------------------- |
| Kritiken                   |                            |
| Quelle                     | Bewertung                  |
| HipHop-Jam.net             | [ 3 ]                      |

Auf fünf der 23 Stücke befinden sich Gastauftritte anderer Künstler. So ist JokAs Labelchef King Orgasmus One bei dem Lied Hall of Fame zu hören, während I-Luv-Money-Records-Kollege Godsilla einen Gastbeitrag auf Wo gehöre ich hin? besitzt. Der Berliner Rapper Bass Sultan Hengzt tritt beim Song Zwischen Strasse und Musik in Erscheinung und Eko Fresh unterstützt JokA beim Track Bremen/Branx. Außerdem ist das Lied Wenn eine Kugel… eine Kollaboration mit Essez Benzklasse.

## Titelliste
| #  | Titel                      | Gastmusiker        | Produzent     | Länge |
| -- | -------------------------- | ------------------ | ------------- | ----- |
| 1  | Intro                      |                    | RAF Camora    | 1:42  |
| 2  | Gehirnwäsche               |                    | Produes       | 3:49  |
| 3  | Ein Tag mit JokA           |                    | DJ Ilan       | 4:17  |
| 4  | Mach die Augen auf         |                    | Produes       | 4:01  |
| 5  | Skit 1                     |                    |               | 0:26  |
| 6  | Zwischen Strasse und Musik | Bass Sultan Hengzt | Produes       | 4:03  |
| 7  | Was wäre wenn              |                    | RAF Camora    | 4:11  |
| 8  | Ich weiss nicht weiter     |                    | Brisk Fingaz  | 3:30  |
| 9  | Wo gehöre ich hin?         | Godsilla           | Produes       | 3:20  |
| 10 | JokA-Muzik                 |                    | Brisk Fingaz  | 3:44  |
| 11 | Biographie                 |                    | Serk          | 4:01  |
| 12 | Ausrasten                  |                    | DJ Ilan       | 3:49  |
| 13 | Wenn eine Kugel…           | Essez Benzklasse   | Benny Blanco  | 3:52  |
| 14 | Psychopat                  |                    | Serk          | 3:36  |
| 15 | Skit 2                     |                    |               | 0:18  |
| 16 | Wir sind da für euch       |                    | Produes       | 3:33  |
| 17 | Mr. Nice Guy               |                    | Produes       | 4:02  |
| 18 | Bremen/Branx               | Eko Fresh          | RAF Camora    | 4:12  |
| 19 | Unverschämt                |                    | Serk          | 3:24  |
| 20 | Skit 3                     |                    |               | 0:25  |
| 21 | Ding Dong                  |                    | Beatz 4 Kingz | 3:38  |
| 22 | Therapie                   |                    | Cymen         | 3:44  |
| 23 | Hall of Fame               | King Orgasmus One  | Produes       | 2:54  |

## Video
Am 9. Juni 2008 wurde ein Musikvideo zu den Songs Intro / Ich weiß nicht weiter auf dem YouTube-Kanal des Rapmagazins 16bars.de veröffentlicht.